# Elaptoides cofaisae
Elaptoides cofaisae là một loài bọ cánh cứng trong họ Cerambycidae.